# HMS Iron Duke (1912)
La HMS Iron Duke, seconda nave da guerra a portare questo nome, è stata una nave da battaglia della omonima classe della Royal Navy, così chiamata in onore di Arthur Wellesley, I duca di Wellington. Servì come nave ammiraglia della Grand Fleet durante la prima guerra mondiale, partecipando anche alla Battaglia dello Jutland. Per la maggior parte del conflitto si trovò a Scapa Flow insieme al resto della flotta. Venne costruita nei cantieri di Portsmouth, venendo impostata il 12 gennaio 1912, varata il 12 ottobre seguente ed entrando in servizio nel marzo 1914.

## Servizio
La Iron Duke venne varata il 12 ottobre 1912 a Portsmouth, prima della sua classe. Dopo l'ingresso in servizio venne assegnata alla Home Fleet con il ruolo di ammiraglia del Comandante in Capo George Callaghan. Poco dopo l'inizio del conflitto il comando della flotta passò all'Ammiraglio John Jellicoe, che la riorganizzò creando la Grand Fleet di cui la Iron Duke divenne l'ammiraglia. L'unico evento di rilievo cui partecipò fu la battaglia dello Jutland, il 31 maggio 1916, dove servì nel Quarto Squadrone da Battaglia.
Divenne successivamente l'ammiraglia del nuovo comandante della Grand Fleet David Beatty che prese il posto di Jellicoe nel tardo 1916, prima che questi si trasferisse a bordo della Queen Elizabeth.
Dopo la fine della guerra venne trasferita presso la Mediterranean Fleet dove servì nuovamente come ammiraglia del Comandante in Capo John de Robeck. Dopo aver servito anche nella Atlantic Fleet venne trasferita in riserva nel 1929. Nel 1931, in seguito al Trattato navale di Londra venne disarmata ed utilizzata come nave addestramento per artiglieri. Venne perciò modificata rimuovendo le torri B ed Y ed i tubi lanciasiluri e installando tre cannoni antiaerei da 102 mm di cui uno al posto della torre B. Nel 1939 venne installato un pezzo da 114 al posto della torre X

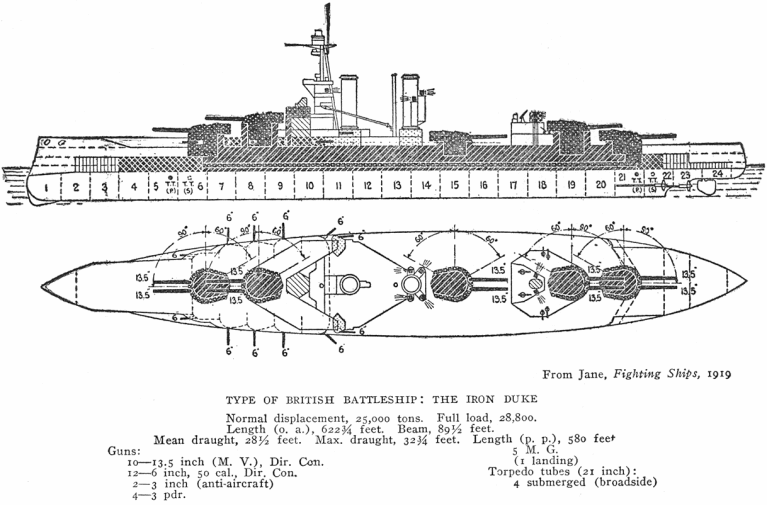
Prospetto della Iron Duke

Durante la seconda guerra mondiale venne utilizzata come nave appoggio a Scapa Flow, dove venne danneggiata in seguito ad un attacco aereo tedesco effettuato il 17 ottobre 1939 da bombardieri in picchiata Junkers Ju 88. In seguito ai danni riportati la nave venne fatta arenare per evitarne l'affondamento. Venne quindi disincagliata e riparata, rimanendo in servizio fino alla conclusione delle ostilità. Venne venduta per essere demolita nel 1946 ed i lavori iniziarono a Glasgow nel 1948. La campana della nave è stata conservata e si trova tuttora nella Cattedrale di Winchester.